# 天﨑滉平
天﨑 滉平（あまさき こうへい、1990年10月22日 - ）は、日本の男性声優。アイムエンタープライズ所属。大阪府摂津市出身。

## 経歴
小学5年生のとき、学校で部活動が始まったため料理研究会に入ろうとしたが定員をオーバーしてしまい、野草を探して食べるクラブ「グリーンレンジャー」に仕方なく入部した。そこで草むらを歩き回っているうちに花粉症になってしまい、現在も症状に悩まされている。
2才から水泳を始め、スイミングクラブに通いながら小中学生時代は水泳部にも所属した。ゴルフも嗜み、高校では剣道部に入部するなどスポーツ万能だった。生徒会で副会長を務めた。勉強も得意で成績は常に学年トップクラスに入り、「神童」と呼ばれるほどだった。しかし高校受験をゴールにしてしまったため、偏差値の高い志望校に入学した後は燃え尽きてしまい、高校生になってからは目標を失って勉強はできなくなってしまったという。
声優を目指した切っ掛けとして「アニメに救ってもらった」、「自分も同じようにアニメの声優という仕事を通して誰かの心を救いたい」と語っている。
高校時代にテレビアニメ『涼宮ハルヒの憂鬱』を視聴したことがきっかけでアニメ・オタク文化にハマり、暗記するほど小説を読み込んだためにプロローグ部分のページが外れてしまったという。後に『涼宮ハルヒの直観』発売記念企画である『新刊発売を大いに盛り上げるための涼宮ハルヒのSOS団の100人応援コメント！』へ応援メッセージを寄せている。
また、声優という職業を認識した切っ掛けとして桃井はるこを挙げており、桃井のラジオの影響が大きいという。
日本ナレーション演技研究所を経て、2013年にアイムエンタープライズに所属し、翌2014年にデビューした。事務所の同期に、内田雄馬、小澤亜李、長縄まりあがいる。
2018年10月から放送のテレビアニメ『DOUBLE DECKER! ダグ&キリル』でキリル・ヴルーベリ役としてアニメ初主演を果たしたを務める。
2018年7月から放送開始のテレビアニメ『ハイスコアガール』に主人公の矢口春雄役で出演し、放送順としてはこちらが先の主演作品となった。
2018年9月14日に発表された『テイルズ オブ クレストリア』にてカナタ・ヒューガ役で主演を務める。
2019年3月9日に第13回声優アワードで新人男優賞を、『ヒプノシスマイク』として歌唱賞をダブルで受賞した。
2019年10月25日に1stフォトブック「天﨑滉平 in 台湾 photograph journey」が発売された。
2020年11月19日、池袋KAWAIIプロジェクト公式アンバサダーに石谷春貴と共に就任した。

## 人物
趣味はキャンプ、キャンプギア集めで、自身のSNSや出演した番組などで披露している。
尊敬する声優は松岡禎丞で、仲の良い声優は永塚拓馬、石谷春貴、熊谷健太郎、大塚剛央、深川和征、野上翔、養成所の恩師として西前忠久、坂本千夏を挙げている。また、声優の亀谷祐馬とは幼馴染である。
父親に勧められて『仮面ライダーBLACK』『仮面ライダーBLACK RX』のビデオを見たのが影響で、声優になってからは仮面ライダーシリーズに出演するのが夢であったといい、2023 - 2024年に放送されて自身も出演した『仮面ライダーガッチャード』以外で好きな作品は、前述の2作品以外に『仮面ライダーアマゾンズ』と『仮面ライダーゼロワン』であるという。

## 出演
太字はメインキャラクター。

### テレビアニメ
2014年
- オオカミ少女と黒王子（男子生徒、カップル男性、祭り客）
- 四月は君の嘘（2014年 - 2015年、参加者、男子生徒）
- 人生相談テレビアニメーション「人生」
- selector spread WIXOSS（青年）
- 天体のメソッド（生徒）
- Persona4 the Golden ANIMATION（係員）
- 魔法科高校の劣等生（生徒）

2015年
- 俺物語!!（男子A）
- がっこうぐらし!（客C、男子生徒）
- ガンダムビルドファイターズトライ（コデラ・マサミ）
- 機動戦士ガンダム 鉄血のオルフェンズ（2015年 - 2017年、タカキ・ウノ） - 2シリーズ
- 幸腹グラフィティ（男子生徒）
- Charlotte（奈古、小松、中学男子A、凍結能力のターバン)
- 食戟のソーマ（2015年 - 2017年、男子生徒、サービス部門男子B、男性客、観客D 他） - 3シリーズ
- スタミュ（2015年 - 2019年、生徒、スタッフ） - 2シリーズ
- 戦姫絶唱シンフォギアGX（野次馬A）
- 電波教師（男子生徒A、男子生徒D、ガリ勉、キーパー）
- To LOVEる -とらぶる- ダークネス 2nd（男子生徒A）
- ノラガミ ARAGOTO（関）
- FAIRY TAIL（斧男）
- 落第騎士の英雄譚（生徒、生徒達）
- 乱歩奇譚 Game of Laplace（不良）

2016年
- Re:ゼロから始める異世界生活（2016年 - 2025年、オットー） - 5シリーズ / 2020年に第1期新編集版が放送
- アクティヴレイド -機動強襲室第八係-（男子B、少年B、ノッチ） - 2シリーズ
- おしえて! ギャル子ちゃん（コン太）
- 斉木楠雄のΨ難（藍澤総司、遊太〈高校生〉、男子、生徒E、男子生徒A）
- orange（友人達）
- 坂本ですが?（男子生徒）
- 装神少女まとい（生徒）
- ブブキ・ブランキ 星の巨人（プロブス）
- フリップフラッパーズ（ソルト）
- 文豪ストレイドッグス（青年警官）
- 迷家-マヨイガ-（わんこ）
- 魔法つかいプリキュア!（男子生徒、サッカー部員）
- モブサイコ100（2016年 - 2019年、星野武史） - 2シリーズ
- ももくり（山口広大）
- モンスターハンター ストーリーズ RIDE ON（2016年 - 2018年、パパン）

2017年
- 亜人ちゃんは語りたい（男子生徒）
- クズの本懐（山本未来）
- 風夏（男性客、観客）
- MARGINAL#4 KISSから創造るBig Bang（保健委員A、わたあめ屋）
- 3月のライオン（クラスメイト）
- 僕のヒーローアカデミア（2017年 - 2024年、物間寧人、黒色支配） - 6シリーズ
- ツインエンジェルBREAK（村の若者B）
- 有頂天家族2（スズキ）
- ID-0（生徒(3)）
- ナイツ&マジック（武田、ドワーフB）
- 徒然チルドレン（古屋純）
- ナナマル サンバツ（谷和義）
- 将国のアルタイル（小姓）
- 天使の3P!（男子生徒A）
- ゲーマーズ!（男子生徒A、男子生徒B）
- カイトアンサ（帆茂田寄道）
- Just Because!（猿渡順平）
- 魔法陣グルグル（シュナーベル、郵便配達員）
- アイドルマスター SideM（東雲荘一郎）

2018年
- クラシカロイド（馬男）
- 剣王朝（扶蘇）
- キリングバイツ（学生）
- 覇穹 封神演義（李興覇）
- 新幹線変形ロボ シンカリオン（メガネ〈小山ダイヤ〉）
- 鹿楓堂よついろ日和（きなこ）
- ブラッククローバー（2018年 - 2020年、ネージュ）
- ハイスクールD×D HERO（レグルス）
- ハイスコアガール（2018年 - 2019年、矢口春雄） - 2シリーズ
- はたらく細胞（一般細胞1）
- 異世界魔王と召喚少女の奴隷魔術（豹人族A）
- ムヒョとロージーの魔法律相談事務所（2018年 - 2020年、ケンジ / 佐藤健二） - 2シリーズ
- 中間管理録トネガワ（新人黒服B）
- DOUBLE DECKER! ダグ&キリル（キリル・ヴルーベリ）
- アイドルマスター SideM 理由あってMini!（東雲荘一郎）
- ジョジョの奇妙な冒険 黄金の風（悪ガキ1、少年A）
- ツルネ シリーズ（2018年 - 2023年、菅原万次） - 2シリーズ

2019年
- どろろ（カナメ）
- なむあみだ仏っ!-蓮台 UTENA-（勢至菩薩）
- 鬼滅の刃
- 異世界チート魔術師（西村太一）
- ダンベル何キロ持てる?（体の声）
- トライナイツ（蘭堂槍也）
- 放課後さいころ倶楽部（田上翔太）
- 星合の空（石上太洋）

2020年
- number24（呉羽小鳥）
- pet（客引き）
- ランウェイで笑って（江田龍之介）
- THE GOD OF HIGH SCHOOL ゴッド・オブ・ハイスクール（ウ・スンテ）
- テイルズ オブ クレストリア―咎我ヲ背負いて彼は発つ―（カナタ・ヒューガ）
- 『ヒプノシスマイク -Division Rap Battle-』Rhyme Anima（2020年 - 2023年、山田三郎） - 2シリーズ
- メジャーセカンド（国友塁侍）

2021年
- ポケットモンスター（リント）
- アイ★チュウ（神楽坂ルナ）
- 2.43 清陰高校男子バレー部（越智光臣）
- あはれ!名作くん（召喚士、ドクター鼻男）
- SDガンダムワールド ヒーローズ（孫権ガンダムアストレイ）
- もっと!まじめにふまじめ かいけつゾロリ（ジャストン）
- うらみちお兄さん（須胡井宙太）
- 真の仲間じゃないと勇者のパーティーを追い出されたので、辺境でスローライフすることにしました（2021年 - 2024年、アルベール） - 2シリーズ
- マブラヴ オルタネイティヴ（村田彬義）
- 異世界食堂2（エミリオ）

2022年
- 薔薇王の葬列（エドワード王太子）
- 殺し愛（ジム）
- ONE PIECE（フォートリックス）
- クレヨンしんちゃん（ロンパオ）
- 幻想三國誌 -天元霊心記-（洵泰）
- 史上最強の大魔王、村人Aに転生する（ヴァルヴァトス、男子生徒）
- ビルディバイド -＃FFFFFF-（鳩打柑）
- ダンス・ダンス・ダンスール（安田海咲）
- かぐや様は告らせたい-ウルトラロマンティック-（小林マサル）
- このヒーラー、めんどくさい（ゾビ太）
- 森のくまさん、冬眠中。（アイリ）
- ニンジャラ（2022年 - 2023年、キース）
- オリエント（いわなみ）
- ドラえもん（テレビ朝日版第2期）（土良矢木夫）
- クールドジ男子（2022年 - 2023年、青山）
- 聖剣伝説 Legend of Mana -The Teardrop Crystal-（アレックス / アレクサンドル）
- 機動戦士ガンダム 水星の魔女（2022年 - 2023年、ティル・ネイス） - 2シリーズ
- アークナイツ（2022年 - 2025年、メフィスト〈イーノ〉） - 3シリーズ

2023年
- トモちゃんは女の子!（御崎光助）
- 冰剣の魔術師が世界を統べる（アルバート＝アリウム）
- 英雄王、武を極めるため転生す 〜そして、世界最強の見習い騎士♀〜（ラティ）
- イジらないで、長瀞さん 2nd Attack（日野）
- 事情を知らない転校生がグイグイくる。（北川虎太郎）
- 天国大魔境（ケン）
- Dr.STONE NEW WORLD（イケメン） - 2シリーズ
- ホリミヤ -piece-（北原葵）
- 盾の勇者の成り上がり（2023年 - 2025年、フォウル） - 2シリーズ

2024年
- め組の大吾 救国のオレンジ（橘高洋海）
- 悪役令嬢レベル99 〜私は裏ボスですが魔王ではありません〜（オズワルド・グリムザード）
- 火狩りの王（少年工）
- スナックバス江（ポケチン）
- Unnamed Memory（2024年 - 2025年、カーヴ） - 2シリーズ
- 時々ボソッとロシア語でデレる隣のアーリャさん（2024年 - 2026年、久世政近） - 2シリーズ
- 義妹生活（浅村悠太）
- 杖と剣のウィストリア（ウィル・セルフォルト）
- モブから始まる探索英雄譚（壇城）
- 異世界ゆるり紀行 〜子育てしながら冒険者します〜（ヴィント）
- 嘆きの亡霊は引退したい（ルーク・サイコル）
- 歴史に残る悪女になるぞ（ウィリアムズ・アラン）
- 村井の恋（桐山）
- 君は冥土様。（山下小鉢）

2025年
- FARMAGIA（テン）
- 魔法使いの約束（クロエ）
- パズドラ（バロン）
- 完璧すぎて可愛げがないと婚約破棄された聖女は隣国に売られる（ユリウス・ジルトニア）
- ウィッチウォッチ（風祭監志）
- ＃コンパス2.0 戦闘摂理解析システム（ソーン）
- えぶりでいホスト（ミオ）
- 水属性の魔法使い（アモン）
- 矢野くんの普通の日々（矢野剛）

時期未定
- 多聞くん今どっち!?（石橋ナツキ）
- 勇者パーティーにかわいい子がいたので、告白してみた。（ヨウキ）

### 劇場アニメ
2010年代
- 心が叫びたがってるんだ。（2015年、渋谷昭久）
- きんいろモザイク Pretty Days（2016年、男子高校生）
- 劇場版 はいからさんが通る 前編 〜紅緒、花の17歳〜（2017年、友人）

2020年代
- どうにかなる日々（2020年、しんちゃん父）
- 機動戦士ガンダム 閃光のハサウェイ（2021年、フェンサー・メイン）
- あんさんぶるスターズ!!-Road to Show!!-（2022年、白鳥藍良）
- 劇場版 異世界かるてっと 〜あなざーわーるど〜（2022年、オットー）
- 劇場版ツルネ -はじまりの一射-（2022年、菅原万次）
- よるをひらいて（2022年、フォトジェン）
- ヒプノシスマイク -Division Rap Battle-（2025年、山田三郎）

### OVA
2010年代
- イヌイさんッ!（2014年、日辻光太郎） - 『ちゃお』2014年8月号・12月号・2015年12月号付録
- 四月は君の嘘（2015年、友達） - 単行本第11巻オリジナルアニメーションDVD付限定版
- ノゾ×キミ（2015年、男子A） - コミックス第6巻DVD付き限定版
- クイーンズブレイド グリムワール（2016年、金物屋）
- ハイスコアガール（2019年、矢口春雄）
- DOUBLE DECKER! ダグ&キリル（2019年、キリル・ヴルーベリ）

2020年代
- コードギアス 奪還のロゼ（2024年、ロゼ）

### Webアニメ
2010年代
- ヘタリア The World Twinkle（2015年、Davie）
- Bonjour♪恋味パティスリー（2015年、ケイタ）
- モンスターストライク（2015年 - 2019年、パーシヴァル、中学生B）
- ももくり（2016年、山口広大）
- A.I.C.O. Incarnation（2018年、男子生徒）
- SDガンダムワールド 三国創傑伝（2019年、孫権ガンダムアストレイ）

2020年代
- 義妹生活（2020年、浅村悠太）
- Re:ゼロから始める休憩時間 2nd season（2020年 - 2021年、オットー・スーウェン）
- この空の下で（2020年、下園隆文）
- テイルズ オブ クレストリア オフショットムービー（2020年、カナタ・ヒューガ）
- 風の古道（2022年、少年）
- iichiko story（2023年、ツッチー）
- スマイルヴァンパイア（2023年、キリシュ・キーリング）
- 桜魔大戦譚　～相対するモノたちへ～（2024年、ヒナタ）

### ゲーム
2015年
- アイ★チュウ（神楽坂ルナ）
- サウザンドメモリーズ（軋弾の防人イアン）
- 戦国あどべんちゃー（成田氏長）
- ソウルクラッシュ（ボウシュ、クリスト、プグナ）
- トワイライトロア（天使カイエン）
- プリンス・オブ・ストライド（此村朱己、五関豪人）
- ロイヤルフラッシュヒーローズ（”弓使い”ジェム、”剣士”コナー）
- Re:BIRTHDAY SONG〜恋を唄う死神〜

2016年
- アイドルマスター SideM（2016年 - 2023年、東雲荘一郎）
- 茜さすセカイでキミと詠う（オオナ）
- イケメン幕末◆運命の恋（霧里〈玄明〉）
- サムライライジング（オーキ）
- 白猫プロジェクト（2016年 - 2021年、ナーペル、セロ、ロキ）
- 白猫テニス（ヴァレーノ）
- 数乱digit（捌沢暗）
- なむあみだ仏っ!（勢至菩薩）
- ピリオドゼロ（天使）
- ブレイジングオデッセイ（クヴァシル）
- ぽけっとアドベンチャー（ノイン）

2017年
- イースVIII -Lacrimosa of DANA-（ラステル）
- 僕のヒーローアカデミア ヒーローズバトルラッシュ（物間寧人）
- 僕のヒーローアカデミア スマッシュタップ（物間寧人）
- キズナストライカー!（彩月りんや）
- 君と霧のラビリンス（宇佐朱虎）
- ファンタシースターオンライン2 es（2017年 - 2020年、シュトラ、レイデュプル、アキシオン、対アンドロイドライフル、リュクロス・スタッフ、グリシナリトス、ネメシスクーガ、ハイパーサンライト）
- New みんなのGOLF（プレイヤーボイス）
- アイドルマスター SideM LIVE ON ST@GE!（2017年 - 2020年、東雲荘一郎）
- 戦刻ナイトブラッド（筧十蔵）
- 蝶々事件ラブソディック（ユアン・カーゾン）
- ドルアーガの塔 Tower of Defender（トト）

2018年
- LORD of VERMILION IV（矢口ハルオ）
- DJノブナガ（シマヅトヨヒサ、イマイソーキュー、他）
- グランドチェイス -次元の追跡者-（カイル、ヴァルディナール）
- ピオフィオーレの晩鐘（エミリオ）
- Choice×Darling-チョイダリ（矢井田巧）
- ワールドエンドヒーローズ（三津木慎）
- 僕のヒーローアカデミア SMASH RISING（物間寧人）
- 夢王国と眠れる100人の王子様（イヴァン）

2019年
- Op8♪（神楽篠）
- 覇穹 封神演義 〜センカイクロニクル（李興覇）
- ワンダーグラビティ 〜ピノと重力使い〜（モウリー）
- ＃コンパス 戦闘摂理解析システム（ソーン＝ユーリエフ）
- 黒い砂漠MOBILE
- クイズRPG 魔法使いと黒猫のウィズ（2019年 - 2023年、早苗タツマ、コカトリス）
- なむあみだ仏っ!-蓮台 UTENA-（勢至菩薩）
- 天地の如く（顔良）
- 三国志大戦（2019年 - 2020年、劉和、夏侯恵、張苞、丁奉、皇甫酈、羊祜、賈充、於夫羅、周倉、李厳、周循、張郃、鄭泰、夏侯恩）
- 天惺のイリュミナシア〜オトメ勇者〜（メラク）
- SAMURAI SPIRITS（鞍馬夜叉丸）
- A3!（水野茅）
- ヒーロー'sパーク（周防紫月）
- ピオフィオーレの晩鐘 -ricordo-（エミリオ）
- 共闘ことばRPG コトダマン（2019年-2025年、鞍馬夜叉丸、オットー・スーウェン）
- パズル&ドラゴンズ（鞍馬夜叉丸）
- ドラゴンクエストX いばらの巫女と滅びの神 オンライン（ヤイル）
- SDガンダム GGENERATION CROSSRAYS（タカキ・ウノ）
- 魔法使いの約束（クロエ）

2020年
- Re:ゼロから始める異世界生活-infinity-（オットー・スーウェン）
- マギア：カルマサーガ（エデル・ルテラン）
- あんさんぶるスターズ!! Basic / Music（2020年 - 2023年、白鳥藍良） - 2作品
- Shadowverse（鉄扇のエルフ、スラッシュアサシン、境界の魔道士）
- ヒプノシスマイク-Alternative Rap Battle-（2020年 - 2022年、山田三郎）
- Moon & Star 〜イケメンタレントとマネージャーの物語〜（夏川柚樹）
- アイ★チュウ Étoile Stage（神楽坂ルナ）
- グラフィティスマッシュ（ゼンラク）
- テイルズ オブ クレストリア（カナタ・ヒューガ）
- ワールドフリッパー（クラマル）
- Re:ゼロから始める異世界生活 Lost in Memories（オットー・スーウェン）
- ピオフィオーレの晩鐘 -Episodio1926-（エミリオ）
- Magia X（エデル・ルテラン）
- メギド72（2020年 - 2023年、タムス）

2021年
- Epic Seven-エピックセブン-（イアン）
- Re:ゼロから始める異世界生活 偽りの王選候補（オットー・スーウェン）
- 文豪とアルケミスト（北村透谷）
- ピオフィオーレの晩鐘 -ricordo- for iOS & Android（エミリオ）
- CARAVAN STORIES（シュク）
- Re:ゼロから始める異世界生活 禁書と謎の精霊（オットー・スーウェン）
- 剣が刻（景真）
- スペードの国のアリス 〜Wonderful White World〜（トゥイードル＝ダム）
- モンスターストライク（オットー）
- アイドルマスター SideM GROWING STARS（2021年 - 2023年、東雲荘一郎）
- 終遠のヴィルシュ -ErroR:salvation-（マティス・クロード）
- フェアリースフィア（クグロフ、チスイコウモリ）
- FINAL FANTASY XIV 暁月のフィナーレ（ア・ルン・センナ）

2022年
- センチメンタルフォトグラフィ（皇龍之介）
- 夢職人と忘れじの黒い妖精（シェイミー）
- 僕のヒーローアカデミア ULTRA IMPACT（物間寧人）
- テイルズ オブ ザ レイズ（カナタ・ヒューガ）
- テイルズ オブ アスタリア（カナタ・ヒューガ）
- #コンパス ライブアリーナ（ソーン＝ユーリエフ）
- ソードアート・オンライン アリシゼーション リコリス（ログ）
- みんなで早押しクイズ（天海キョウスケ）
- デジモンサヴァイブ（百束タクマ）
- アイ★チュウ（神楽坂ルナ）- Nintendo Switch版
- 機動戦士ガンダム 鉄血のオルフェンズG（タカキ・ウノ）
- グランサガ（ニコラウス）
- Money Parasite 〜嘘つきな女〜（加賀美楓真）
- 狼ゲーム 〜アナザー〜（霜月ユキナリ）

2023年
- とある魔術の禁書目録 幻想収束（シルバークロース＝アルファ）
- ファイアーエムブレム エンゲージ（クラン）
- MONSTER UNIVERSE（ノストラ）
- タワーオブスカイ（ブリック）
- Dislyte~神世代ネオンシティ~（アハメド、シャオ・イン）
- 逆転オセロニア（ドルツァ）
- エーテルゲイザー（カグツチ）
- ブラッククローバーモバイル（ネージュ）
- 9 R.I.P.（桃嘉）
- スペードの国のアリス 〜Wonderful Black World〜（トゥイードル＝ダム）
- 終遠のヴィルシュ -EpiC:lycoris-（マティス・クロード）
- あんさんぶるトレーニング!!（白鳥藍良）
- 終遠のヴィルシュ -ErroR:salvation- for iOS & Android（マティス・クロード）
- ソードアート・オンライン Last Recollection（ログ）
- キューピット・パラサイト -Sweet & Spicy Darling.-（シルヴィ・スコット）

2024年
- モルガナティック・アイドル（Miu）
- ライドカメンズ（ランス天堂 / Q / 仮面ライダーLOQ）
- ファイアーエムブレム ヒーローズ（レオナルド、クラン）
- 新宿羅生門（沖田蒼空）
- Re:ゼロから始める異世界生活 Witch's Re:surrection（オットー・スーウェン）
- コードギアス 反逆のルルーシュ ロストストーリーズ（ロゼ）
- メタファー:リファンタジオ（ラブレス）
- FARMAGIA（テン）
- 18TRIP（笛吹也千代）
- ヒプノシスマイク -Dream Rap Battle-（山田三郎）
- ヒプノシスマイク -Alternative Rap Battle- 1st period（山田三郎）

2025年
- 天月麻雀（鏡雅歌）
- クッキーラン：冒険の塔（スティングドリアン味クッキー）
- 城とドラゴン（スカイドリーマー）
- 僕のヒーローアカデミア ULTRA RUMBLE（物間寧人）
- グランブルーファンタジー（トール・アリウス）
- レッドベルの慟哭
- 数乱digit for Nintendo Switch（捌沢暗）
- 勿ノ怪契リ（煌仁）
- 9 R.I.P. sequel（久遠桃嘉）
- コープスパーティーⅡ Darkness Distortion（島崎恭介）

時期未定
- ヒプノシスマイク -Alternative Rap Battle-2nd period（山田三郎）

### ドラマCD
2014年
- 月蝕のエゴイスト-愛しすぎて、壊したい- 〜緋色の空〜（暁斗）
- 虹色デイズ（ナンパ男）※コミックス第7巻ドラマCD付限定版

2015年
- イタミツ -新人歯科医 シュウ- / -天才歯科医 ヒロ- / -熟練歯科医 マサヤ-（明珍リョータ）

2016年
- おしえて! ギャル子ちゃん（アサ）※Blu-ray第1巻 初回特典ドラマCD
- 君の声で始まる未来（宮園遥輝）
- THE IDOLM@STER SideM ST@RTING LINE 09・10（東雲荘一郎）
- Premium乙女CD 数乱digit ミニドラマ（捌沢暗）『電撃Girl’sStyle』7月号付録
- Private Tactics（アリス＝ローラン・ガルティエ）

2017年
- 「機動戦士ガンダム 鉄血のオルフェンズ」EPISODE DRAMA 壱（タカキ・ウノ）
- なまいきざかり。（町田健児郎）
- 僕のヒーローアカデミア オリジナルドラマCD②（物間寧人）
- わさんぼん〜和菓子屋顛末記〜 花（2017年 - 2022年、水無月初郎）
  - わさんぼん〜和菓子屋顛末記〜 鳥
  - わさんぼん～和菓子屋珍道記～ 風
  - わさんぼん〜和菓子屋珍道記〜 月

- ヒプノシスマイク-Division Rap Battle-（2017年 - 、山田三郎）
- 恋色始標 Another Film 仁科遥人（蓮）

2018年
- Just Because!コミック＆イラストアンソロジー+ 鴨志田一書き下ろしドラマCD セット（猿渡順平）
- 可愛ければ変態でも好きになってくれますか？（桐生慧輝）
- THE IDOLM@STER SideM Cybernetics Wars ZERO 〜願いを宿す機械の子〜（東雲荘一郎）
- DOUBLE DECKER! ダグ&キリル 第1巻SPECIAL CD（キリル・ヴルーベリ）
- わたしのコンシェルジュ Part.3 アマネ（アマネ）

2019年
- DOUBLE DECKER! ダグ&キリル 第2・3・EXTRA巻SPECIAL CD（キリル・ヴルーベリ）
- 『DOUBLE DECKER! ダグ&キリル』キャラクターソングアルバム DECKER! SONG -デカソン-（キリル・ヴルーベリ）
- 豪華列車アルデバラン〜7泊8日の恋人〜（三浦 颯、久保陽介）
- 音戯の譜〜CHRONICLE〜（2019年 - 、カッツェ・トロイメライ）
- GHOST CONCERT -PRELUDE 00.-（ビリー・ザ・キッド）
- 俺様レジデンスCRAZY×ALIVE!! Side：ALIVE（千晴）

2020年
- オリジナルアニメ「number24」ドラマCD3（呉羽小鳥）
- 殺彼CD#4〜園六＆徹＆鉄平＆桔平編〜（寿鉄平、寿桔平）
- 転生王女は今日も旗を叩き折る 0（テオ）
- IDOLM@STER SideM NEW STAGE EPISODE：04 Café Parade（東雲荘一郎）
- Love on Ride 〜 通勤彼氏 Vol.15 大葉勇人（大葉勇人）
- Mics!! 「April」(東郷日向)

2021年
- 休日のわるものさん（アカツキレッド）
- 乙ゲーにトリップした俺♂（梦）『コミックジーン』3月号付録
- 音戯の譜〜CHRONICLE〜 2nd series 対盤（ライブバトル）編 終止符（おしまい）をこの手に（カッツェ・トロイメライ）
- 七人の妖（ハツ）
- FABULOUS NIGHT（INORIN）

2022年
- 薔薇王の葬列オリジナルドラマCD「エドワードとアンの夜咄」（エドワード王太子）※Blu-ray第2巻特典ドラマCD

2023年
- 機動戦士ガンダム 水星の魔女 スペシャルドラマCD エピソード7「1.5kmのアドレセンス」（ティル・ネイス）※Blu-ray第3巻特典ドラマCD

2024年
- バッドエンド目前のヒロインに転生した私、今世では恋愛するつもりがチートな兄が離してくれません!?（アーノルド・エッカート）

2025年
- バッドエンド目前のヒロインに転生した私、今世では恋愛するつもりがチートな兄が離してくれません!?ドラマCD2（アーノルド・エッカート）
- 18TRIP Cassette #06 ‘Smiley day’ -R1ze-（笛吹也千代）
- 口の悪い男子校マネージャーのサポート力が凄すぎる（ノリオ）

### 朗読CD・ストリーミング
- クトゥルフ朗読劇（2020年、書生[251]）
- 朗読喫茶 噺の籠 〜あらすじで聴く文学全集〜 痴人の愛/墨東綺譚/破戒（2021年[252]）
  - 朗読喫茶 噺の籠 ～あらすじで聴く文学全集～ シャーロックホームズ/怪盗紳士ルパン/黒猫（2023年）
- YOMIBITO 岡本綺堂訳 世界怪談名作集 幽霊の移転（2022年[253]）

### BLCD
- まほろばデイズ（2016年、久鹿白羽 9歳[254]）
- 秋山くん-新装版- （2017年）
- 鴆 -ジェン-（2017年、パン）
- お前の前で泣くもんか（2017年、猫目[255]）
- FIFTH AVENUE 15th Anniversary Petit Drama CD（2018年、パン）
- 今宵、義兄とアバンチュール（2018年、相澤慎一朗[256]）
- 元ヤンパパとヒツジ先生（2018年、日向[257]）
- 愛は金なり（2019年 - 2021年、アモ[258]）
  - 愛は金なりⅡ[259]
- ゴールデンスパークル（2019年、上原日葵[260]）
- 30歳まで童貞だと魔法使いになれるらしい（2019年 - 2021年、配達員[261]）
  - 30歳まで童貞だと魔法使いになれるらしい2[262]
  - 30歳まで童貞だと魔法使いになれるらしい3
- よるとあさの歌Ec（2019年、ユージ[263]）
- カラスの嫁入り（2019年、宇迦[264]）
- メトロ（2020年、白岩水葵[265]）
- この恋、神様にご報告!?（2020年、瀧口侑希[266]）
- 恋するヒプノティックセラピー（2020年、高澄一志[267]）
- 『ブライト・プリズン』-学園の美しき生け贄-（2020年、白菊[268]）
- 愛の本能に従え！（2020年、七安歩[269]）
- 狼への嫁入り〜異種婚姻譚〜（2020年、楓[270]）
- 二代目!地獄ブラザーズ（2020年、閻魔[271]）
- 絶対BLになる世界VS絶対BLになりたくない男（2021年、三郷、屋代、青柳[272]）
  - 絶対BLになる世界VS絶対BLになりたくない男（2021年）
  - 絶対BLになる世界VS絶対BLになりたくない男3（2022年）
  - 絶対BLになる世界VS絶対BLになりたくない男4（2023年）
  - 絶対BLになる世界VS絶対BLになりたくない男5（2024年）
  - 絶対BLになる世界&絶対BLにならない高校生活（2025年）
- アンドロイドの僕がスパダリに恋してもいいですか？（2021年、斎川智弘[273]）
- 森のくまさん、冬眠中。（2021年、アイリ[274]）※ドラマCD付特装版
- 推しと寝てしまったんだが？（2021年、江夏耀[275]）
- 不屈のゾノ（2021年、出戸晃[276]）
- プリフェクトの箱庭（2022年、佐倉澪斗）※コミックス3巻ドラマCD付特装版
- スケベの青春（2022年、早見景）
- 春になるまで待っててね（2022年、リック・エドワーズ[277]）
- 手を伸ばしたら、つばさ（2022年、森野力良）
  - 手を伸ばしたら、つばさ ミニドラマCD（2023年）※Chéri+9月号付録
- つむぎくんのさきっぽ（2022年、宇喜田央大[278]）
- 恋するミルククラウン（2023年、高澄一志）
- スウィートルームエスケープ（2023年、内藤陽人）
- Kiss me crying キスミークライング2（2023年、星）
- 羅城恋月夜（2024年、東御門紺[279]）
- ハッピークソライフ 東京編（2024年、谷）
- 誰か夢だと言ってくれ（2025年、星川小夜）

### オーディオドラマ
- 日本生命 presents パートナーズ!〜私と僕の明日物語〜（2021年、目黒凛太郎[280]）
- Loser's Whining（2022年、早島雷[281]）
- 君となら恋をしてみても（2023年、海堂天）
- 魔法の紋章と呪いの恋輪舞（2023年、神代悠汰）
- アイドルマスター SideM「315 PASSION CONTENTS」『CONNECT WITH MUSIC! わだかまり、空回り、思いやり』（2023年、東雲荘一郎）

### デジタルコミック
- 鹿楓堂こーへい日和（2018年、登場キャラクター全て、SE[282][283]）
- フェンリル母さんとあったかご飯（2020年、ルード[284]）
- エイリアン・アイドル（2020年、キーン・ライ・モードライト[285]）
- 時々ボソッとロシア語でデレる隣のアーリャさん（2021年、久世政近[286]）
- 義妹生活（2021年、浅村悠太、浅村太一、チャラ男）
- あの子黒い子人魚の子（2021年、セラ・グリーヴ）
- 臆病な伯爵令嬢は揉め事を望まない（2021年 - 2022年、ルーファス・バーネット）
- 悪役令嬢レベル99〜私は裏ボスですが魔王ではありません〜（2021年、オズワルド・グリムザード）
- 幼馴染のS級パーティーから追放された聖獣使い。万能支援魔法と仲間を増やして最強へ！（2022年、ロック）
- 恋の仕方がわからない（2022年、楓真波斗）
- モトカレ←リトライ（2022年、楓）
- 高校生家族（2022年、家谷光太郎、家谷ゴメス、成瀬清太郎、渋谷類、北山拓海、黒川歩夢、上野真）
- 宇宙人のヨメ（2022年、ナルミ・ポポルンチュペペ）
- 黒猫の剣士 ～ブラックなパーティを辞めたらS級冒険者にスカウトされました。今さら「戻ってきて」と言われても「もう遅い」です～（2023年、ナイン[287]）
- 朝まで延長希望です（2023年、黒井深月）[288]
- 君とファックスがしたい!!（2023年、小鳥遊）
- 贄姫の婚姻 身代わり王女は帝国で最愛となる（2023年、リカルド[289]）
- ツーオンアイス（2023年、峰越隼馬[290]）
- BLゲームの主人公の弟であることに気がつきました（2023年、楓秋人）※2話から登場[291]
- サンキューピッチ（2025年、三馬正磨、伊能商人）

### ラジオ
※はインターネット配信。
- 迷家‐マヨイガ‐「納鳴村 村役場広報課」（2016年、音泉※回替わりパーソナリティ[292]）
- 利根健太朗とゆかいな仲間たち（2017年、マンガpark※[293]）アシスタントパーソナリティー
- 月刊 新・男前通信（2017年、文化放送モバイルplus※[294]）24代目パーソナリティ
- 天﨑滉平・大塚剛央の「僕たちもう、フレンドですよね?」（2017年 - 2023年、音泉※[295]）
- RADIO M4!!!!（2017年 - 、超!A&G+※[296]）
- アイドルマスター SideM ラジオ 315プロNight!（2018年 - 、ニコニコ生放送※[297]）
- 松岡ハンバーグ（2018年 - 、音泉プレミアム※[298]）
- MAN TWO MONTH RADIO 天﨑滉平のオタク探訪（2018年、AG-ON Premium※・超!A&G+※[299])
- 3日後カレシSupported by天﨑滉平（2018年、マンガPark※[300]）
- 高塚智人・天﨑滉平 LOVE TRAIN 2522（2018年 - 2019年、声グラオトメチャンネル※[301])
- ハイスコアガール道場（2018年 - 2020年、YouTube※[302]）
- 河西健吾 天﨑滉平 天河一品（2019年 - 2022年、CBCラジオ[303]）
- 異世界チート放送局（2019年、音泉※[304]）
- あんさんぶるスターズ!!『ALKALOID』&『Crazy:B』のラジオスクエア！！（2019年 - 2020年、音泉※[305]）
- ヒプノシスマイク-Division Rap Battle- HPNM Hangout！After Talk Podcast（2020年 - 、Spotify※）
- A&G TRIBAL RADIO エジソン（2021年 - 2025年、文化放送・超!A&G+※）[306]
- センフォトラジオ（2021年 - 2022年、HiBiKi Radio Station※）
- あんさんぶるスターズ！！Radio（2022年、文化放送）
- 魔法使いの約束ラジオ ～こちら魔法舎談話室～in 西の国（2023年、音泉※、YouTube※）
- 天﨑滉平・大塚剛央の「ぼくたち、まだフレッシュですかね？」（2023年 - 、音泉※[307]）
- 義妹生活ラジオ ～Radio Diary～（2024年、音泉※、YouTube※）
- 時々ボソッとロシア語でラジる隣のアーリャさん（2024年）

### ラジオCD
- ラジオCD 鉄華団放送局 Vol.5・7・8（2016年 - 2017年[308][309]）ゲスト
- 迷家-マヨイガ-「納鳴村 村役場広報課」（2016年[310]）
- 江口拓也・八代拓の『さんたく!!!』-3択バラエティ-〜Chapter2〜 芸術と運動の祭典特典ラジオ（2018年）
- 天﨑滉平・大塚剛央の「僕たちもう、フレンドですよね?」
  - 友達の第一歩CD（2017年[295]）
  - 友達になってからの第2歩CD（2017年[295]）
  - お初にテイスティングCD〜プレ赤を添えて〜（2018年[295]）
  - 友達になってからの第3歩CD（2018年[295]）
  - KAWAIIへの道〜占い編〜（2019年[295]）
  - 誕生日は徳島でお祝いCD（2019年[295]）
  - 200回アニバーサリーCD（2021年[295]）
  - メモリアルCD（2024年）
- RADIO M4!!!! DJCD（2019年[311]）
- ラジオCD「異世界チート放送局」（2019年[312]） - BD&DVD 第3巻 初回生産特典
- 特典CD“ラジオ「ハイスコアガール道場」特別編"（2020年[313]） - BD/DVD全巻購入特典
- ラジオCD「Re：ゼロから始める異世界ラジオ生活」Vol.7・8・9（2021年[314]）
- DJCD松岡ハンバーグ（2021年）
- ラジオCD「僕のヒーローアカデミア　ラジオ　オールマイトニッポン」Vol.6（2021年[315]）

### ナレーション
- オトメイトレコード ティザームービー[316]
- 今後のオトメイトタイトル展開のお知らせ〜Vol.3〜角重涙 編[317]
- 『DOUBLE DECKER! ダグ&キリル』 Blu-ray & DVD 第1巻 CM (30 sec / type A [318]、typeB [319])
- TVアニメ『ハイスコアガール』
  - TVアニメ『ハイスコアガール』 コラボCM#1〜#24
  - ハイスコアガールⅡ Blu-ray/DVD発売告知CM [320]
  - 映画『 ジュマンジ／ネクスト・レベル』×アニメ『ハイスコアガール』特別コラボ映像[321]
  - 「SNK World Championship」とTVアニメ『ハイスコアガール』のコラボトレーラー[322]
- CDTV ライブ! ライブ!（安P、2020年）
- ボイレピ♪ 朝ごはん #2 天﨑滉平さんの声で作る「彩りそぼろ丼」（2020年）[323]
- フミダスガマダス（2022年）
- 小野下野のどこでもクエスト3（2025年）
- 世界まる見え！テレビ特捜部（2025年）

### 吹き替え

#### 映画
- ボイリング・ポイント/沸騰（2023年、ビル〈タズ・スカイラー〉）

#### ドラマ
- シェイムレス 俺たちに恥はない シーズン8（2019年、ブレイク）
- HEARTSTOPPER ハートストッパー（2022年、ベンジャミン・ホープ）
- ハウス・オブ・ザ・ドラゴン（2022年、ルケアリーズ・ヴェラリオン）

#### アニメ
- スタートレック:ローワー・デッキ（2021年）
- ラウド・ハウス シーズン2（2022年、カルロス・カサグランデ・ジュニア）
- 龍族 -The Blazing Dawn-（2024年、コンスタンティン）
- 齢5000年の草食ドラゴン、いわれなき邪竜認定 season2（2024年、謎の使者）

### 特撮
- 仮面ライダー THE WINTER MOVIE ガッチャード&ギーツ 最強ケミー★ガッチャ大作戦（2023年、エクシードファイターの声[324]）
- 仮面ライダーガッチャード（2024年、ジェルマンの声[325]、エクシードファイターの声[326]）

### PV
- 『ヒプノシスマイク -Division Rap Battle- side B.B & M.T.C』 1巻PV （2019年[327]）
- アサヒの夏笑顔で楽しむキャンペーン（2020年[328]）
- 『きょうも黒咲さんのターン！』コミックス第1巻発売記念 MTG対戦実況動画（2020年、青樹弥白[329]）
- Color of Life #02 ホワイト・幼馴染編（2020年[330]）
- 琴崎さんが見てる（2021年、新堂瑛人）
- 『ふたごの恋の事情 そっくり姉妹が似てない兄弟に恋してる!?』ボイスドラマ（2022年、矢島智希、矢島礼[331][332]）
- 弱小領地の生存戦略! ~俺の領地が何度繰り返しても滅亡するんだけど。これ、どうしたら助かりますか?（2022年、クレイン・フォン・アースガルド）
- 新宿レディースクリニック 声優たちと4コマ遊び（2022年）
- LINEMO なんでもないこと、なんでも話そっ（2022年[333]）
- MINTIA＋VOiCE（2022年）
- 誰か夢だと言ってくれ（2022年、星川小夜）

### テレビ番組
※はインターネット配信。
- オトメイトチャンネル（番組MC、2014年5月- 2017年3月5日、ニコニコ生放送※[7]）
- Talking Stand MORINOTH（レギュラーアシスタント、2017年4月4日 - 、ニコニコ生放送※、Periscope※、YouTube※[334]）
- モテ福（こなもん、2017年3月3日 - 2017年6月12日、テレビ埼玉）
- アニメマシテ（番組MC、2017年4月17日 - 2017年4月24日、テレビ東京[335]）
- 梅原天﨑のshowroom取扱説明書（番組MC、2017年8月17日 、ニコニコ生放送※[336]）
- ヒプノシスマイクニコ生 Rap Battle（番組MC、2017年10月29日 - 2020年9月30日、ニコニコ生放送※[337]）
- NOGIBINGO!9（青葉翔、2017年11月14日、日本テレビ）
- ヒプノシスマイクニコ生 Rap Meeting at KEYstudio（番組MC、2018年7月13日 - 2019年3月27日、ニコニコ生放送※[337]）
- 声優&プロゲーマー出演バラエティ番組「ゲーセンで遊ぼう！！」（番組MC、2018年7月13日 - 2018年11月21日、YouTube※[338]）
- これから声優アップデートバラエティー『これアプ』（2018年8月1日 - 2020年4月10日、GyaO!※[339]）
- テイルズオブクレストリア情報局（番組MC、2018年12月14日 - 2021年8月1日、YouTube Live※、Periscope※）
- あまたか108（番組MC、2019年5月- 、ニコニコ生放送※[340]）
- ハイスコアガール実況道場（番組MC、2019年9月27日 - 2019年12月7日、OPENREC※[341]）
- DIY企画 M's GARAGE（番組MC、2019年9月18日 - 、ニコニコチャンネル※）
- アニおび プラス（番組MC、2019年、J:COM[342]）
- ヒプノシスマイク -Division Rap Meeting- at Veats SHIBUYA （番組MC、2020年01月08日 - 2020年3月4日、ニコニコ生放送※[337]）
- みんな教えて！アマサキッチン（番組MC、2020年3月21日 - 、cookpadLive※[343]）
- 天﨑・永塚のリモートティータイム（番組MC、2020年6月21日 - 、2020年11月28日、ニコニコチャンネル※）
- 家電と僕（電汰、2020年9月24日 - 2022年2月17日、YouTube※）
- ヒプノシスマイク〜Division Variety Battle＠ABEMA〜（番組MC、2020年9月26日、AbemaTV※）
- ヒプノシスマイク-Division Rap Battle- HPNM Hangout！（番組MC、2020年10月14日 - 2022年3月30日、YouTube※）
- 実況×解説！ざわつきバラエティ「声優運動会」（2021年1月30日、BSフジ）

### CM
- ロートCキューブ（2022年[344]）

### 映像商品
- THE IDOLM@STER SideM
  - 2nd STAGE 〜ORIGIN@L STARS〜 Live Blu-ray（2017年）
  - GREETING TOUR 2017 〜BEYOND THE DREAM〜 LIVE Blu-ray（2018年[345]）
  - 3rdLIVE TOUR 〜GLORIOUS ST@GE〜 LIVE Blu-ray Side MAKUHARI（2018年[346]）
  - 3rdLIVE TOUR 〜GLORIOUS ST@GE!〜 LIVE Blu-ray　Side FUKUOKA（2019年[347]）
  - 3rdLIVE TOUR 〜GLORIOUS ST@GE!〜 LIVE Blu-ray　Side SHIZUOKA（2019年[348]）
  - PRODUCER MEETING 315 SP＠RKLING TIME WITH ALL!!! （2019年[349]）
  - 4th STAGE 〜TRE@SURE GATE〜（2019年[350]）
  - 6thLIVE TOUR 〜NEXT DESTIN@TION!〜 Side TOKYO（2022年[351]）
  - PASSIONABLE READING SHOW ー超常事変～対立スル正義～ー（2023年[352]）
  - 8th STAGE ～ALL H@NDS TOGETHER～（2024年）
- EVENT DVD MARINE SUPERNOVA 2018（2018年[353]）
- DVD「松岡ハンバーグ」〜つぐバーグ編〜（2019年[354]）
- ボドゲであそぼ4（2019年[355]）
- これから声優アップデートバラエティ『これアプ』
  - ディレクターズカット vol.1（2019年[356]）
  - ディレクターズカット vol.3（2019年[357]）
  - ディレクターズカット vol.5（2019年[358]）
- M4!!!!
  - 1st Mini Album「Gravity」アニメイト限定盤（2019年[359]）
  - 2nd Mini Album「Advance」アニメイト限定盤（2020年[360]）
- ヒプノシスマイク-Division Rap Battle-
  - 1st FULL ALBUM「Enter the Hypnosis Microphone」初回限定 LIVE盤（2019年[361]）
  - 4th LIVE@オオサカ《Welcome to our Hood》（2020年[362]）
  - 5th LIVE＠AbemaTV《SIX SHOTS UNTIL THE DOME》（2020年[363]）
  - ヒプノシスマイク-Division Rap Battle- 6th LIVE ≪2nd D.R.B≫1st Battle・2nd Battle・3rd Battle（2021年[364]）
  - ヒプノシスマイク –Division Rap Battle- 7th LIVE ≪SUMMIT OF DIVISIONS≫（2021年[365]）
  - ヒプノシスマイク –Division Rap Battle- 8th LIVE CONNECT THE LINE to Buster Bros!!!（2023年[366]）
- 声優DVD企画 Steal Treasure Run !!（2019年[367]）
- TALKING STAND MORINTH
  - TALKING STAND MORINOTH 社員旅行 沖縄編（2019年[368]）
  - TALKING STAND MORINOTH 社員旅行 北海道編（2023年[369]）
- MARINE SUPERNOVA LIVE 2019（2020年[370]）
- ボドゲであそぼ 2ターンめ！ 4（2020年[371]）
- 天﨑滉平・大塚剛央の「僕たちもう、フレンドですよね?」KAWAIIへの道〜完結編〜かわいい旅夢気分〜」（2020年[295]）
  - 「天﨑滉平・大塚剛央の「僕たちもう、フレンドですよね？」×くまがみ珈琲店〜プレミアムブレンド〜」みんなでキャンプDVD（2023年）
- DVD『あまたか×恋ナン番外編inとしまえん』（2020年[372]）
- Disney 声の王子様 Voice Stars Dream Live 2020（2021年[373]）
- あんさんぶるスターズ!!
  - ユニットソングCD ALKALOID & Crazy:B リリースライブ　〜Kiss of Party〜（2021年[374]）
  - Starry Stage 4th -Star's Parade- 8月公演（2022年[375]）
- GETUP! GETLIVE!
  - GETUP! GETLIVE! 3rd LIVE（2021年[376]）
  - GETUP! GETLIVE! 4th LIVE!!!!（2022年[377]）
  - GETUP! GETLIVE! 5th LIVE!!!!!（2023年[378]）
  - GETUP! GETLIVE! presents「ネタ-1 GRAND-PRIX 2023」（2024年[379]）
- 声優運動会（2021年[380]）
- READING MUSEUM「池袋シャーロック、最初で最後の事件」（2021年[381]）
- テイルズ オブ フェスティバル
  - テイルズ オブ フェスティバル 2020（2021年[382]）
  - テイルズ オブ フェスティバル 2023（2023年[383]）
- オトメイトパーティー2022（2023年）

### 舞台
- SUPER SOUND THEATRE 『VINLAND SAGA〜英雄復活の章〜』（クヌート、耳、2017年9月30日、10月1日[384]）
- 音楽朗読劇『レ・ミゼラブル』（マリユス・ポンメルシー、2019年8月12日[385]）
- SUPER SOUND THEATRE 『火色の文楽』（迫弓矢、2019年10月5日、10月6日[386]）
- クトゥルフ朗読劇『華蝕の匣〜白磁の夢現〜』（2020年11月15日[387]）※オンライン配信
- READING MUSEUM『池袋シャーロック、最初で最後の事件』（伊波、2021年1月26日、1月30日[388]）※オンライン配信
- CHILL CHILL BOX 6th presents　朗読劇『プレ・パラディーゾ』（ユアン・スピネル、2021年2月7日[389]）
- Mixa BL朗読シリーズ『ブライト・プリズン 学園の禁じられた蜜事』（白菊（声の出演）、2021年5月29日[390]）
- 朗読劇『彼女が好きなものはホモであって僕ではない』（高岡亮平、2021年9月5日[391]）
- 朗読舞台『池袋裏百物語 明烏准教授の都市伝説ゼミ』（江戸、山本、2021年9月12日[392]）
- 全国5大都市ツアー朗読劇「三国志」〜誓いの調べ〜（関羽、2021年11月21日[393]）
- Time [never] comes back!?（豊臣エリック、2022年1月16日[394]）
- 朗読劇 いつもポケットにショパン 2nd Lesson（緒方季晋、2022年1月18日[395]）
- 朗読劇「世界から猫が消えたなら」（2022年6月19日、シアター1010）- 悪魔 & 僕役[396]
- LOCK UP READING THEATER The Lost Sheep（2022年8月28日、三笠百々[397]）
- THE IDOLM@STER SideM PASSIONABLE READING SHOW -超常事変〜対立スル正義〜-（2023年3月12日、武蔵野の森総合スポーツプラザ メインアリーナ） - 東雲荘一郎 役[398]
- READING MUSEUM「デッドロックド・Dランカーズ〜百万探偵都市の最後のヨスガ〜」（ダマリ、2023年5月7日[399]）
- 新感覚恋愛×マーダーミステリー劇『Love Letter for You』（高橋祥太、2023年6月18日[400]）
- オトメイトドラマティックシアター vol.03「終遠のヴィルシュ -RequieM:memory-」（マティス・クロード、2023年7月2日[401]）
- 茅原実里一人芝居 ヘルプミー（声の出演、2023年12月22日-12月24日）

### テレビドラマ
- ガンプラくん、ガンダムベース攻略戦（2022年、νガンプラくん、テレビ東京）※声の出演

### 雑誌連載
- 声優グランプリ コラムスクランブル「天﨑滉平のあまくち☆レビュー」（声優グランプリ 2016年2月号 - 2018年12月号[16]）
- PASH! 「アマサキッチン」（PASH! 2019年8月号 - 2022年1月号[402]）

### その他のコンテンツ
- アイチュウ FanMeeting vol2,3 DVD付ブックレット（2017年[403]）
- 『のぼうの城』オーディオブック（2017年、酒巻靱負詮稠[404]）
- ハッカドール（2018年、音泉あまちゃん[405]）
- ハシダンシ（2019年、厩[406]）
- GETUP! GETLIVE!（2020年、早島雷[407]）
- Dragon's Bite 〜龍王ノ宴〜（2021年、曹純[408]）
- サテライツ（2021年、マイク[409]）
- HAKOMEN（2021年、榎本武揚[410]）
- 体も心も癒される イケメン×ストレッチ（2022年）

## ディスコグラフィ

### キャラクターソング
| 発売日         | 商品名 | 歌 | 楽曲 | 備考                                                                                               |
| -------------- | --- | --- | --- | -------------------------------------------------------------------------------------------------- |
| 2015年9月16日  | 心が叫びたがってるんだ。 オリジナルサウンドトラック | 少女［仁藤菜月（雨宮天）］、街の人々 | 「word word word」 | 劇場アニメ『心が叫びたがってるんだ。』劇中歌                                                       |
| 2015年9月16日  | 心が叫びたがってるんだ。 オリジナルサウンドトラック | 悪い妖精 | 「燃えあがれ」 | 劇場アニメ『心が叫びたがってるんだ。』劇中歌                                                       |
| 2015年9月16日  | 心が叫びたがってるんだ。 オリジナルサウンドトラック | 少女［仁藤菜月（雨宮天）］、王子［坂上拓実（内山昂輝）］、世界の人々 | 「あなたの名前を呼ぶよ」 | 劇場アニメ『心が叫びたがってるんだ。』劇中歌                                                       |
| 2016年4月20日  | THE IDOLM@STER SideM ST@RTING LINE -10 Café Parade | Café Parade | 「Café Parade!」 「À La Carte FREEDOM♪」 「DRIVE A LIVE」 | ゲーム『アイドルマスター SideM』関連曲                                                             |
| 2016年7月20日  | アイ★チュウ creation 02.POP'N STAR | POP'N STAR | 「We are I★CHU!」 「Happy Birth Day to us!」 | ゲーム『アイ★チュウ』関連曲                                                                        |
| 2017年2月1日   | THE IDOLM@STER SideM ORIGIN@L PIECES 03 | 東雲荘一郎（天﨑滉平） | 「Piece Montee」 | ゲーム『アイドルマスター SideM』関連曲                                                             |
| 2017年2月1日   | Beyond The Dream | 315プロダクション所属アイドル | 「Beyond The Dream」 | ゲーム『アイドルマスター SideM』関連曲                                                             |
| 2017年2月1日   | Beyond The Dream | 315プロダクション所属アイドル（インテリ） | 「Beyond The Dream」 | ゲーム『アイドルマスター SideM』関連曲                                                             |
| 2017年3月22日  | glace | POP'N STAR | 「青空エスケープ」 | ゲーム『アイ★チュウ』関連曲                                                                        |
| 2017年6月21日  | アイ★チュウ〜シャッフルユニットミニアルバム〜 | Grandmaster | 「刹那のマシェリ」 | ゲーム『アイ★チュウ』関連曲                                                                        |
| 2017年8月30日  | Cybernetics Wars ZERO 〜願いを宿す機械の子〜 | 冬美旬（永塚拓馬）、天ヶ瀬冬馬（寺島拓篤）、都築圭（土岐隼一）、東雲荘一郎（天﨑滉平）、華村翔真（バレッタ裕） | 「Genesis Contact」 | ゲーム『アイドルマスター SideM』関連曲                                                             |
| 2017年10月25日 | Buster Bros!!! Generation | 山田三郎（天﨑滉平） | 「New star」 | 『ヒプノシスマイク』関連曲                                                                         |
| 2018年1月17日  | THE IDOLM@STER SideM 3rd ANNIVERSARY DISC 01 Café Parade & Altessimo & Legenders                                                                            | Café Parade | 「Reversed Masquerade」 | ゲーム『アイドルマスター SideM』関連曲                                                             |
| 2018年1月17日  | THE IDOLM@STER SideM 3rd ANNIVERSARY DISC 01 Café Parade & Altessimo & Legenders                                                                            | Café Parade & Altessimo & Legenders | 「Eternal Fantasia」 | ゲーム『アイドルマスター SideM』関連曲                                                             |
| 2018年2月2日   | THE IDOLM@STER SideM 3rd ANNIVERSARY SOLO COLLECTION 01 | 東雲荘一郎（天﨑滉平） | 「Reversed Masquerade」 | ゲーム『アイドルマスター SideM』関連曲                                                             |
| 2018年4月4日   | fleur | POP'N STAR | 「Shiny Butterfly」 「小さな革命」 | ゲーム『アイ★チュウ』関連曲                                                                        |
| 2018年5月16日  | Buster Bros!!! VS MAD TRIGGER CREW | Buster Bros!!!、MAD TRIGGER CREW | 「WAR WAR WAR」 | 『ヒプノシスマイク』関連曲                                                                         |
| 2018年5月16日  | Buster Bros!!! VS MAD TRIGGER CREW | Buster Bros!!! | 「IKEBUKURO WEST GAME PARK」 | 『ヒプノシスマイク』関連曲                                                                         |
| 2018年11月14日 | MAD TRIGGER CREW VS 麻天狼 | Buster Bros!!! | 「IKEBUKURO WEST GAME PARK（Boyz Sunshine remix）」 | 『ヒプノシスマイク』関連曲                                                                         |
| 2018年12月19日 | THE IDOLM@STER SideM WakeMini! MUSIC COLLECTION 03 | 315 STARS（インテリ Ver.） | 「POKER FAITH -ポーカーフェイス-」 | テレビアニメ『アイドルマスター SideM 理由あってMini!』エンディングテーマ                           |
| 2018年12月29日 | GHOST SONG 05.ビリー・ザ・キッド | ビリー・ザ・キッド（天﨑滉平） | 「Gunshot FEVER」 「Just "KID"ding!」 | 『GHOST CONCERT』関連曲                                                                            |
| 2019年2月20日  | DOUBLE DECKER! ダグ&キリル キャラクターソングアルバム DECKER! SONG -デカソン-                                                                               | ダグラス・ビリンガム（三上哲）、キリル・ヴルーベリ（天﨑滉平） | 「ステレオとモノローグ」 「ワンカットエピローグ」 | テレビアニメ『DOUBLE DECKER! ダグ&キリル』関連曲                                                   |
| 2019年2月20日  | DOUBLE DECKER! ダグ&キリル キャラクターソングアルバム DECKER! SONG -デカソン-                                                                               | キリル・ヴルーベリ（天﨑滉平） | 「Beasty Greedy Freaky」 「Don't Think Feel So Good!!!」 | テレビアニメ『DOUBLE DECKER! ダグ&キリル』関連曲                                                   |
| 2019年3月15日  | THE IDOLM@STER SideM WakeMini! SOLO COLLECTION 03 INTELLIGENCE Ver.                                                                                         | 東雲荘一郎（天﨑滉平） | 「POKER FAITH -ポーカーフェイス-」 | テレビアニメ『アイドルマスター SideM 理由あってMini!』関連曲                                       |
| 2019年4月24日  | Enter the Hypnosis Microphone | Division All Stars | 「Hoodstar」 「ヒプノシスマイク -Division Rap Battle-」 「ヒプノシスマイク -Division Battle Anthem-」                                                          | 『ヒプノシスマイク』関連曲                                                                         |
| 2019年4月24日  | Enter the Hypnosis Microphone | Buster Bros!!! | 「おはようイケブクロ」 | 『ヒプノシスマイク』関連曲                                                                         |
| 2019年5月10日  | THE IDOLM@STER SideM 4th ANNIVERSARY DISC「LIVE in your SMILE / DREAM JOURNEY」                                                                             | DRAMATIC STARS、Jupiter、Beit、High×Joker、Café Parade、もふもふえん、F-LAGS | 「DREAM JOURNEY」 | ゲーム『アイドルマスター SideM』関連曲                                                             |
| 2019年5月29日  | 音戯の譜 〜CHRONICLE〜 Blinzen Parade | カッツェ（天﨑滉平） | 「Blinzen Parade」 「Gutes Fest!」 | 『音戯の譜〜CHRONICLE〜』関連曲                                                                    |
| 2019年6月25日  | ヒプノシスマイク -Division Rap Battle- side B.B & M.T.C 第1巻限定版特典CD                                                                                   | 山田二郎（石谷春貴）、山田三郎（天﨑滉平） | 「BB's City」 | 『ヒプノシスマイク』関連曲                                                                         |
| 2019年9月5日   | ヒプノシスマイク -Alternative Rap Battle- | Division All Stars | 「ヒプノシスマイク -Alternative Rap Battle-」 | ゲーム『ヒプノシスマイク -Alternative Rap Battle-』主題歌                                          |
| 2019年9月25日  | 音戯の譜 〜CHRONICLE〜 2nd series 対盤編 Fantasie Nacht/晦冥ノ慟哭                                                                                          | カッツェ・トロイメライ（天﨑滉平） | 「Fantasie Nacht」 | 『音戯の譜〜CHRONICLE〜』関連曲                                                                    |
| 2019年10月2日  | THE IDOLM@STER SideM WORLD TRE@SURE 10 | 柏木翼（八代拓）、華村翔真（バレッタ裕）、東雲荘一郎（天﨑滉平）、円城寺道流（濱野大輝） | 「My pen light, SMILE」 「MEET THE WORLD!」 | ゲーム『アイドルマスター SideM LIVE ON ST@GE!』関連曲                                              |
| 2019年11月6日  | THE IDOLM@STER SideM PRODUCER MEETING 315 SP@RKLING TIME WITH ALL!!! 「パッション爆裂！楽曲シャッフル大作戦！プロデューサーミーティング出張版！」LIVE音源CD | 蒼井享介（山谷祥生）、握野英雄（熊谷健太郎）、冬美旬（永塚拓馬）、榊夏来（渡辺紘）、東雲荘一郎（天﨑滉平）、山下次郎（中島ヨシキ）、葛之葉雨彦（笠間淳） | 「サ・ヨ・ナ・ラ Summer Holiday」 | ゲーム『アイドルマスター SideM』関連曲                                                             |
| 2019年12月18日 | THE IDOLM@STER SideM 5th ANNIVERSARY DISC 01 PRIDE STAR | 315 ALLSTARS | 「PRIDE STAR」 「DRIVE A LIVE」 「Reason!!」 「GLORIOUS RO@D」                                                                                                 | ゲーム『アイドルマスター SideM』関連曲                                                             |
| 2019年12月25日 | Buster Bros!!! -Before The 2nd D.R.B- | 山田三郎（天﨑滉平） | 「レクイエム」 | 『ヒプノシスマイク』関連曲                                                                         |
| 2020年1月29日  | あんさんぶるスターズ!! ユニットソングCD ALKALOID | ALKALOID | 「Kiss of Life」 「翼モラトリアム」 「You're Speculation」 | ゲーム『あんさんぶるスターズ!!』関連曲                                                             |
| 2020年2月3日   | ヒーロー'sパークオリジナルサウンドトラック | ユウキスタ | 「全力！変身！HERO’s PARK!」 | ゲーム『ヒーロー'sパーク』関連曲                                                                   |
| 2020年2月19日  | THE IDOLM@STER SideM 5th ANNIVERSARY DISC 03 W&Café Parade&もふもふえん                                                                                     | Café Parade | 「Present For You!!!!! 〜A day in the café〜」 | ゲーム『アイドルマスター SideM』関連曲                                                             |
| 2020年2月19日  | THE IDOLM@STER SideM 5th ANNIVERSARY DISC 03 W&Café Parade&もふもふえん                                                                                     | W、Café Parade、もふもふえん | 「ミュージアムジカ」 | ゲーム『アイドルマスター SideM』関連曲                                                             |
| 2020年3月6日   | THE IDOLM@STER SideM 5th ANNIVERSARY UNIT COLLECTION -PRIDE STAR-                                                                                           | Café Parade | 「PRIDE STAR」 | ゲーム『アイドルマスター SideM』関連曲                                                             |
| 2020年4月22日  | GHOST SONG xx.「SHOW TIME」 | ビリー・ザ・キッド（天﨑滉平） | 「CALL ME BILLY!」 | 『GHOST CONCERT』関連曲                                                                            |
| 2020年7月17日  | Survival of the Illest | Division All Stars | 「Survival of the Illest」 | ゲーム『ヒプノシスマイク -Alternative Rap Battle-』関連曲                                          |
| 2020年8月26日  | BRAND NEW STARS!! | ESオールスターズ | ｢BRAND NEW STARS!!｣ ｢Walk with your smile｣ | ゲーム『あんさんぶるスターズ!!』関連曲                                                             |
| 2020年8月26日  | Walk with your smile | ALKALOID | ｢Walk with your smile」 | ゲーム『あんさんぶるスターズ!!』関連曲                                                             |
| 2020年8月26日  | THE IDOLM@STER SideM 5th ANNIVERSARY SOLO COLLECTION 02 | 東雲荘一郎（天﨑滉平） | 「Present For You!!!!! 〜A day in the café〜」 | ゲーム『アイドルマスター SideM』関連曲                                                             |
| 2020年9月2日   | ヒプノシスマイク-Division Rap Battle- Official Guide Book 初回限定版特典CD                                                                                  | Division All Stars | 「SUMMIT OF DIVISIONS」 | 『ヒプノシスマイク』関連曲                                                                         |
| 2020年9月26日  | パノラマダンス | 東郷日向（天﨑滉平） | 「パノラマダンス」 | 『Mics!!』関連曲                                                                                   |
| 2020年11月1日  | HYPSTER'S LIMITED | Division All Stars | 「ヒプノシスマイク -Division Rap Battle- +」 「ヒプノシスマイク -Division Battle Anthem- +」 「ヒプノシスマイク(D.R.B vs D.B.A)+ HYPSTER MASHUP by TeddyLoid」 | 『ヒプノシスマイク』関連曲                                                                         |
| 2020年11月4日  | THE IDOLM@STER SideM NEW STAGE EPISODE:04 Café Parade | Café Parade | 「Delicious Delivery」 「NEXT STAGE!」 | ゲーム『アイドルマスター SideM』関連曲                                                             |
| 2020年12月16日 | April | 東郷日向（天﨑滉平） | 「アイノウタ」 | 『Mics!!』関連曲                                                                                   |
| 2020年12月23日 | OUVERTURE | POP'N STAR | 「Close to Me!!!」 | ゲーム『アイ★チュウ Étoile Stage』関連曲                                                           |
| 2021年1月13日  | Straight Outta Rhyme Anima | Division All Stars | 「ヒプノシスマイク -Rhyme Anima-」 | テレビアニメ『『ヒプノシスマイク-Division Rap Battle-』Rhyme Anima』オープニングテーマ             |
| 2021年1月13日  | Straight Outta Rhyme Anima | Division All Stars | 「絆」 | テレビアニメ『『ヒプノシスマイク-Division Rap Battle-』Rhyme Anima』エンディングテーマ             |
| 2021年1月13日  | Straight Outta Rhyme Anima | Division All Stars | 「Rhyme Anima's Mixtape」 | テレビアニメ『『ヒプノシスマイク-Division Rap Battle-』Rhyme Anima』劇中曲                         |
| 2021年1月13日  | Straight Outta Rhyme Anima | Buster Bros!!! | 「RUN THIS CITY」 「3 Seconds Killer」 | テレビアニメ『『ヒプノシスマイク-Division Rap Battle-』Rhyme Anima』劇中曲                         |
| 2021年1月13日  | Straight Outta Rhyme Anima | Buster Bros!!!、MAD TRIGGER CREW | 「D.R.B Rhyme Anima -1st Battle- Buster Bros!!! VS MAD TRIGGER CREW」                                                                                          | テレビアニメ『『ヒプノシスマイク-Division Rap Battle-』Rhyme Anima』劇中曲                         |
| 2021年1月27日  | あんさんぶるスターズ!! ESアイドルソング season1 ALKALOID | ALKALOID | 「Living on the edge」 「Distorted Heart」 「BRAND NEW STARS!!」                                                                                               | ゲーム『あんさんぶるスターズ!!』関連曲                                                             |
| 2021年1月27日  | あんさんぶるスターズ!! シャッフルユニットソングコレクション vol.01                                                                                          | Branco | 「Sweet Sweet White Song」 | ゲーム『あんさんぶるスターズ!!』関連曲                                                             |
| 2021年2月7日   | THE IDOLM@STER SideM UNIT COLLECTION -MEET THE WORLD!- | 315 ALLSTARS | 「MEET THE WORLD!」 | ゲーム『アイドルマスター SideM』関連曲                                                             |
| 2021年2月7日   | THE IDOLM@STER SideM UNIT COLLECTION -MEET THE WORLD!- | Café Parade | 「MEET THE WORLD!」 | ゲーム『アイドルマスター SideM』関連曲                                                             |
| 2021年2月24日  | 音戯の譜 〜CHRONICLE〜 2nd series 対盤編 終止符をこの手に                                                                                                   | 音戯の譜〜CHRONICLE〜 ALL STARS | 「終止符をこの手に」 | 『音戯の譜〜CHRONICLE〜』関連曲                                                                    |
| 2021年2月24日  | 一番星 | アイチュウ | 「一番星の歌〜未来のレジェンド伝説〜」 | テレビアニメ『アイ★チュウ』オープニングテーマ                                                      |
| 2021年2月24日  | どついたれ本舗 VS Buster Bros!!! | どついたれ本舗、Buster Bros!!! | 「Joy for Struggle」 | 『ヒプノシスマイク』関連曲                                                                         |
| 2021年2月24日  | どついたれ本舗 VS Buster Bros!!! | Buster Bros!!! | 「Re:start!!!」 | 『ヒプノシスマイク』関連曲                                                                         |
| 2021年3月24日  | アイ★チュウ スペシャルCD ～クマ校長セレクション～ | アイチュウ | 「We are I★CHU! ~29人Ver.~」 | テレビアニメ『アイ★チュウ』関連曲                                                                  |
| 2021年4月23日  | ヒプノシスマイク -Glory or Dust- | Division All Stars | 「ヒプノシスマイク -Glory or Dust-」 | キャラクターCD『ヒプノシスマイク』関連曲                                                           |
| 2021年6月18日  | Survival of the Illest + | Division All Stars | 「Survival of the Illest +」 | ゲーム『ヒプノシスマイク -Alternative Rap Battle-』オープニングテーマ                              |
| 2021年6月23日  | あんさんぶるスターズ!! 6th Anniversary song「FUSIONIC STARS!!」                                                                                             | ESオールスターズ | 「FUSIONIC STARS!!」 | ゲーム『あんさんぶるスターズ!!』関連曲                                                             |
| 2021年7月16日  | Hang out! | Division All Stars | 「Hang out!」 | ゲーム『ヒプノシスマイク -Alternative Rap Battle-』主題歌                                          |
| 2021年7月28日  | Dragon's Bite〜龍王ノ宴〜 Songs Collection Vol.1 | 郭嘉（榊原優希）、荀彧（住谷哲栄）、荀攸（大塚剛央）、夏侯惇（帆世雄一）、曹仁（永塚拓馬）、曹純（天﨑滉平）、呂布（濱野大輝）、陳宮（橘龍丸）、張遼（仲村宗悟） | 「Delicious Bite」 | 『Dragon's Bite〜龍王ノ宴〜』関連曲                                                                |
| 2021年7月28日  | Dragon's Bite〜龍王ノ宴〜 Songs Collection Vol.1 | 曹純（天﨑滉平） | 「ミルクレープ・デイズ」 | 『Dragon's Bite〜龍王ノ宴〜』関連曲                                                                |
| 2021年9月1日   | プロミネンス | 東郷日向（天﨑滉平） | 「プロミネンス」 | 『Mics!!』関連曲                                                                                   |
| 2021年9月8日   | Buster Bros!!! VS 麻天狼 VS Fling Posse | Buster Bros!!!、麻天狼、Fling Posse | 「SHOWDOWN」 | 『ヒプノシスマイク』関連曲                                                                         |
| 2021年9月8日   | Buster Bros!!! VS 麻天狼 VS Fling Posse | Division All Stars | 「Hoodstar +」 「2nd D.R.B NON-STOP DIVISION MIX」 | 『ヒプノシスマイク』関連曲                                                                         |
| 2021年9月9日   | あんさんぶるスターズ!! FUSION UNIT SERIES 03 ALKALOID × Valkyrie                                                                                            | ALKALOID、Valkyrie | 「Artistic Partisan」 | ゲーム『あんさんぶるスターズ!!』関連曲                                                             |
| 2021年9月9日   | あんさんぶるスターズ!! FUSION UNIT SERIES 03 ALKALOID × Valkyrie                                                                                            | ALKALOID | 「FUSIONIC STARS!!」 | ゲーム『あんさんぶるスターズ!!』関連曲                                                             |
| 2021年9月15日  | GETUP! GETLIVE! For seasoning | 上原淳也（花江夏樹）、東沢楓（西山宏太朗）、町田瀬那（豊永利行）、大野虎之助（石川界人）、喜多見 蓮（阿座上洋平）、狛江一馬（熊谷健太郎）、早島雷（天﨑滉平）、早島 央（梶原岳人） | 「OWARAI BANZAI」 | 『GETUP! GETLIVE!』関連曲                                                                          |
| 2021年9月22日  | ヒプノシスマイク-Division Rap Battle- side B.B & M.T.C＋ | 山田二郎（石谷春貴）、山田三郎（天﨑滉平） | 「Respect each Brother」 | 『ヒプノシスマイク』関連曲                                                                         |
| 2021年9月29日  | THE IDOLM@STER SideM GROWING SIGN@L 01 Growing Smiles! | 315 ALLSTARS | 「Growing Smiles!」 「DRIVE A LIVE」 「Beyond The Dream」 「NEXT STAGE!」                                                                                      | ゲーム『アイドルマスター SideM GROWING STARS』関連曲                                               |
| 2021年9月29日  | ファビュラスナイト Host-Song Reservation -Khaki-ヒメル | 神水鶴久遠（広瀬裕也）、RYO-YA（中島ヨシキ）、INORIN（天﨑滉平） | 「PARADISE’s DOOR feat. CLUB HIMMEL」 「シャンパンコール 〜ヒメル篇〜」                                                                                        | 『FABULOUS NIGHT』関連曲                                                                           |
| 2021年10月29日 | Weltreise | Bremüsik | 「Weltreise」 | 『音戯の譜〜CHRONICLE〜』関連曲                                                                    |
| 2021年12月15日 | January | 東郷日向（天﨑滉平） | 「BRUTUS (東郷日向 Main Vo ver.)」 | 『Mics!!』関連曲                                                                                   |
| 2022年1月8日   | THE IDOLM@STER SideM UNIT COLLECTION -Growing Smiles!- | Café Parade | 「Growing Smiles!」 | ゲーム『アイドルマスター SideM GROWING STARS』関連曲                                               |
| 2022年2月9日   | THE IDOLM@STER SideM GROWING SIGN@L 04 Café Parade | Café Parade | 「Pavé Étoiles」 「Teatime Cliché」 | ゲーム『アイドルマスター SideM GROWING STARS』関連曲                                               |
| 2022年2月23日  | ライブ・ア・ライフ！ | TapeTum | 「ライブ・ア・ライフ！」 「Lies and truth」 | 『Live us』関連曲                                                                                  |
| 2022年2月23日  | NOCTURNE | POP'N STAR | 「Sing! New Stage」 | ゲーム『アイ★チュウ Étoile Stage』関連曲                                                           |
| 2022年3月2日   | Dragon's Bite～龍王ノ宴～ Songs Collection Vol.2 | 月明星稀 | 「星の恥じらい」 | 『Dragon's Bite〜龍王ノ宴〜』関連曲                                                                |
| 2022年3月4日   | 特別上映版「あんさんぶるスターズ！！-Road to Show!!-」ミュージックコレクション                                                                              | SCREEN10 | 「Life is so Dramatic!!」 | 劇場アニメ『あんさんぶるスターズ!!-Road to Show!!-』主題歌                                         |
| 2022年3月12日  | THE IDOLM@STER SideM PASSION@TE FORMATION -INTELLIGENCE- | 315 STARS（インテリVer.） | 「ANYWHERE」 | ゲーム『アイドルマスター SideM GROWING STARS』関連曲                                               |
| 2022年3月12日  | THE IDOLM@STER SideM PASSION@TE FORMATION -INTELLIGENCE- | 東雲荘一郎（天﨑滉平） | 「ANYWHERE」 | ゲーム『アイドルマスター SideM GROWING STARS』関連曲                                               |
| 2022年3月23日  | ALKALOID「Believe 4 leaves」あんさんぶるスターズ!! ESアイドルソング season2                                                                                 | ALKALOID | 「Believe 4 leaves」 「Hysteric Humanoid」 | ゲーム『あんさんぶるスターズ!!』関連曲                                                             |
| 2022年5月18日  | PRELUDERS High Five&S-quad ヒーローライセンス | High Five、S-quad | 「ヒーローライセンス」 | 『PRELUDERS』主題歌                                                                                |
| 2022年5月18日  | PRELUDERS High Five&S-quad ヒーローライセンス | S-quad | 「ヒーローライセンス」 | 『PRELUDERS』主題歌                                                                                |
| 2022年6月15日  | CROSS A LINE | Division All Stars | 「CROSS A LINE」 | 『ヒプノシスマイク』関連曲                                                                         |
| 2022年6月15日  | CROSS A LINE | Buster Bros!!! | 「IKEBUKURO WEST BLOCK PARTY」 | 『ヒプノシスマイク』関連曲                                                                         |
| 2022年6月22日  | 『あんさんぶるスターズ！！』7th Anniversary song「Surprising Thanks!!」                                                                                     | ESオールスターズ | 「Surprising Thanks!!」 | ゲーム『あんさんぶるスターズ!!』関連曲                                                             |
| 2022年7月20日  | PRELUDERS S-quad DGAF | S-quad | 「DGAF」 「HERO, NEVER LAY DOWN」 | 『PRELUDERS』関連曲                                                                                |
| 2022年8月31日  | PRELUDERS アルバム「By Your Side」 | S-quad | 「Loser」 | 『PRELUDERS』関連曲                                                                                |
| 2022年10月1日  | THE IDOLM@STER SideM GROWING SIGN@L SOLO COLLECTION 01 | 東雲荘一郎（天﨑滉平） | 「Pavé Étoiles」 | ゲーム『アイドルマスター SideM GROWING STARS』関連曲                                               |
| 2022年10月26日 | 「森のくまさん、冬眠中。」オンエア版DVD AnimeFestaオリジナル公式Shop限定特典主題歌CD                                                                        | アイリ（天﨑滉平）、ノワ（興津和幸） | 「繋いだ手とぬくもりと」 | テレビアニメ『森のくまさん、冬眠中。』主題歌                                                       |
| 2022年12月7日  | あんさんぶるスターズ!! ESアイドルソング season3 ALKALOID 「VERMILION」                                                                                      | ALKALOID | 「VERMILION」 「Surprising Thanks!! (ALKALOID ver.)」 | ゲーム『あんさんぶるスターズ!!』関連曲                                                             |
| 2022年12月21日 | THE IDOLM@STER SideM GROWING SIGN@L 15 Take a StuMp! | 315 ALLSTARS | 「Take a StuMp!」 | ゲーム『アイドルマスター SideM GROWING STARS』関連曲                                               |
| 2023年1月25日  | THE IDOLM@STER SideM 49 ELEMENTS 08 Café Parade | Café Parade | 「Smiling Platter!」 | ゲーム『アイドルマスター SideM GROWING STARS』関連曲                                               |
| 2023年1月25日  | THE IDOLM@STER SideM 49 ELEMENTS 08 Café Parade | 東雲荘一郎（天﨑滉平） | 「Sweet Diamant」 | ゲーム『アイドルマスター SideM GROWING STARS』関連曲                                               |
| 2023年1月25日  | トモちゃんは女の子！ BD&DVD第1巻 特典CD キャラクターソングCD Vol.1                                                                                          | 久保田淳一郎（石川界人）、御崎光助（天﨑滉平）、田辺達巳（松岡禎丞） | 「Jiribaki_love」 | テレビアニメ『トモちゃんは女の子!』関連曲                                                          |
| 2023年2月11日  | THE IDOLM@STER SideM UNIT COLLECTION -Take a StuMp!- | Café Parade | 「Take a StuMp!」 | ゲーム『アイドルマスター SideM GROWING STARS』関連曲                                               |
| 2023年2月15日  | ファビュラスナイト Host-Song PRIDE Another Eden ヒメル | INORIN（天﨑滉平） | 「Fallen」 | 『FABULOUS NIGHT』関連曲                                                                           |
| 2023年2月15日  | ファビュラスナイト Host-Song PRIDE Another Eden ヒメル | 神水鶴久遠（広瀬裕也）、RYO-YA（中島ヨシキ）、INORIN（天﨑滉平） | 「男本☆シャンパンコール ～楽園の秘めゴト篇～」 | 『FABULOUS NIGHT』関連曲                                                                           |
| 2023年3月11日  | 幻想のUtopia/安寧のDystopia | ピエール（堀江瞬）、蒼井悠介（菊池勇成）、蒼井享介（山谷祥生）、握野英雄（熊谷健太郎）、木村龍（濱健人）、秋山隼人（千葉翔也）、冬美旬（永塚拓馬）、榊夏来（渡辺紘）、若里春名（白井悠介）、紅井朱雀（益山武明）、東雲荘一郎（天﨑滉平）、アスラン＝ベルゼビュートII世（古川慎）、岡村直央（矢野奨吾）、硲道夫（伊東健人）、大河タケル（寺島惇太）、牙崎漣（小松昌平）、天峰秀（伊瀬結陸）、花園百々人（宮﨑雅也）、眉見鋭心（大塚剛央） | 「幻想のUtopia」 | 舞台『THE IDOLM@STER SideM PASSIONABLE READING SHOW -超常事変〜対立スル正義〜-』オープニングテーマ |
| 2023年3月22日  | ツルネ －つながりの一射－ オリジナルサウンドトラック | 佐瀬大悟（宮崎遊）、藤原愁（小野賢章）、本村宏樹（寺島拓篤）、菅原千一（小林裕介）、菅原万次（天﨑滉平） | 「ぷりむろーど!」 | テレビアニメ「ツルネ －つながりの一射－」関連曲                                                    |
| 2023年3月24日  | あんさんぶるスターズ!! カバーソングコレクション | ALKALOID、Double Face | 「夜に駆ける」 | ゲーム『あんさんぶるスターズ!!』関連曲                                                             |
| 2023年4月26日  | トモちゃんは女の子！ BD&DVD第４巻 特典CD | キャロル・オールストン（天城サリー）、御崎光助（天﨑滉平） | 「イングリッシュ・ガーデン」 | テレビアニメ「トモちゃんは女の子!」関連曲                                                          |
| 2023年6月28日  | 『あんさんぶるスターズ！！』8th Anniversary song「One with One」                                                                                            | ESオールスターズ | 「One with One」 | ゲーム『あんさんぶるスターズ!!』関連曲                                                             |
| 2023年10月28日 | THE IDOLM@STER SideM 8th STAGE THEME SONG「Hands & Claps!」                                                                                                 | 315 ALLSTARS | 「Hands & Claps!」 | ライブイベント『THE IDOLM@STER SideM 8th STAGE 〜ALL H@NDS TOGETHER〜』テーマソング                |
| 2023年10月28日 | THE IDOLM@STER SideM 8th STAGE THEME SONG「Hands & Claps!」                                                                                                 | 315 STARS（インテリVer.） | 「Hands & Claps!」 | ライブイベント『THE IDOLM@STER SideM 8th STAGE 〜ALL H@NDS TOGETHER〜』テーマソング                |
| 2023年12月20日 | あんさんぶるスターズ!! アルバムシリーズ 『TRIP』 Volume07 ALKALOID                                                                                          | ALKALOID | 「Black Out See Saw」 「UNDYING HOLY LOVE」 | ゲーム『あんさんぶるスターズ!!』関連曲                                                             |
| 2023年12月20日 | あんさんぶるスターズ!! アルバムシリーズ 『TRIP』 Volume07 ALKALOID                                                                                          | 白鳥藍良（天﨑滉平） | 「I LOVE “LOVE”♡」 | ゲーム『あんさんぶるスターズ!!』関連曲                                                             |
| 2024年1月31日  | THE IDOLM@STER SideM CIRCLE OF DELIGHT 03 Café Parade | Café Parade | 「Heartmade Cookies」 「Dear you, Cheers!!」 | 『アイドルマスター SideM』関連曲                                                                   |
| 2024年4月3日   | A3! Spotlight | 皆木綴（西山宏太朗）、水野茅（天﨑滉平） | 「春色の花」 | ゲーム『A3!』関連曲                                                                                |
| 2024年4月27日  | 『あんさんぶるスターズ！！』9th Anniversary Song「LIMIT BREAK DREAMERS」                                                                                    | ESオールスターズ | 「LIMIT BREAK DREAMERS」 | ゲーム『あんさんぶるスターズ!!』関連曲                                                             |
| 2024年4月27日  | 『あんさんぶるスターズ！！』9th Anniversary Song「LIMIT BREAK DREAMERS」                                                                                    | ALKALOID | 「LIMIT BREAK DREAMERS」 | ゲーム『あんさんぶるスターズ!!』関連曲                                                             |
| 2024年5月22日  | Gray Sheep EP02 | BAD SKUNK | 「Nuts Addiction」 | 『Gray Sheep』関連曲                                                                               |
| 2024年6月26日  | ES idol song Extra ALKALOID & Crazy:B | ALKALOID、Crazy:B | 「SAKE OF LOVE」 | ゲーム『あんさんぶるスターズ!!』関連曲                                                             |
| 2024年6月26日  | ES idol song Extra ALKALOID & Crazy:B | ALKALOID | 「Across the universe」 | ゲーム『あんさんぶるスターズ!!』関連曲                                                             |
| 2024年6月26日  | あんさんぶるスターズ!! バラエティソングシリーズ 究極の9曲「プリティのススメ♡」                                                                              | 巴日和（花江夏樹）、影片みか（大須賀純）、鳴上嵐（北村諒）、姫宮桃李（村瀬歩）、白鳥藍良（天﨑滉平） | 「プリティのススメ♡」 | ゲーム『あんさんぶるスターズ!!』関連曲                                                             |
| 2024年6月26日  | BRAND NEW STARS!! | ESオールスターズ | 「BRAND NEW STARS!!」 「Walk with your smile」 | ゲーム『あんさんぶるスターズ!!』関連曲                                                             |
| 2024年6月26日  | FUSIONIC STARS!! | ESオールスターズ | 「FUSIONIC STARS!!」 | ゲーム『あんさんぶるスターズ!!』関連曲                                                             |
| 2024年6月26日  | .Buster Bros!!! | 山田三郎（天﨑滉平） | 「朱夏」 | 『ヒプノシスマイク』関連曲                                                                         |
| 2024年7月13日  | THE IDOLM@STER SideM CIRCLE OF DELIGHT SOLO COLLECTION 01                                                                                                   | 東雲荘一郎（天﨑滉平） | 「Heartmade Cookies」 | 『アイドルマスター SideM』関連曲                                                                   |
| 2024年7月13日  | THE IDOLM@STER SideM 9th STAGE THEME SONG「Gather Round!」                                                                                                  | 315 ALLSTARS | 「Gather Round!」 | ライブイベント『THE IDOLM@STER SideM 9th STAGE ～MIR＠-CIRCLE CRESCENDO～』テーマソング            |
| 2024年7月13日  | THE IDOLM@STER SideM 9th STAGE THEME SONG「Gather Round!」                                                                                                  | 315 STARS（インテリVer.） | 「Gather Round!」 | ライブイベント『THE IDOLM@STER SideM 9th STAGE ～MIR＠-CIRCLE CRESCENDO～』テーマソング            |
| 2024年7月13日  | あんさんぶるスターズ!! ESアイドルソング Season5 ALKALOID「SunnyTrip Summer」                                                                                | ALKALOID | 「SunnyTrip Summer」 | ゲーム『あんさんぶるスターズ!!』関連曲                                                             |
| 2024年9月20日  | 多聞くん今どっち!? 「Eyes On You」/F/ACE | F/ACE | 「Eyes On You」 「Eyes On You～B-Side～」 | テレビアニメ『多聞くん今どっち!?』関連曲                                                           |
| 2024年9月25日  | Gray Sheep EP03 | BAD SKUNK | 「No night, No life」 | 『Gray Sheep』関連曲                                                                               |
| 2024年11月20日 | 18TRIP Cassette #01 ‘グッドラック’ | コンダクターズ | 「我らHAMAツアーズ」 | ゲーム『18TRIP』関連曲                                                                             |
| 2025年1月26日  | あんさんぶるスターズ!! バラエティソングシリーズ 究極の9曲「YeeeeES! JUKEBOX」                                                                               | HiMERU（笠間淳）、七種茨（逢坂良太）、逆先夏目（野島健児）、南雲鉄虎（中島ヨシキ）、春川宙（山本和臣）、蓮巳敬人（梅原裕一郎）、伏見弓弦（橋本晃太朗）、影片みか（大須賀純）、天城一彩（梶原岳人）、白鳥藍良（天﨑滉平） | 「YeeeeES! JUKEBOX」 | ゲーム『あんさんぶるスターズ!!』関連曲                                                             |
| 2025年2月28日  | あんさんぶるスターズ!! バラエティソングシリーズ 究極の9曲「今日も推しが推しで尊い」                                                                         | 白鳥藍良（天﨑滉平）、真白友也（比留間俊哉）、日々樹渉（江口拓也）、衣更真緒（梶裕貴）、深海奏汰（西山宏太朗）、乱凪砂（諏訪部順一）、斎宮宗（高橋広樹）、葵ひなた（斉藤壮馬）、桜河こはく（海渡翼）、乙狩アドニス（羽多野渉）、鬼龍紅郎（神尾晋一郎）、月永レオ （浅沼晋太郎）、青葉つむぎ（石川界人）、三毛縞斑（鳥海浩輔）、エス（豊島修平）                                                                                          | 「今日も推しが推しで尊い」 | ゲーム『あんさんぶるスターズ!!』関連曲                                                             |
| 2025年3月5日   | THE IDOLM@STER SideM 10th ANNIVERSARY P@SSION 10 Café Parade                                                                                                | Café Parade | 「HAPPY STARTING」 「Chocolate Special」 | 『アイドルマスター SideM』関連曲                                                                   |
| 2025年3月12日  | THE IDOLM@STER SideM F＠NTASTIC COMBINATION～PINATATIME!!～ Cafe Parade                                                                                     | Café Parade | 「Sunset★Colors (Café Parade Ver.)」 | 『アイドルマスター SideM』関連曲                                                                   |
| 2025年3月12日  | THE IDOLM@STER SideM F＠NTASTIC COMBINATION～PINATATIME!!～ Cafe Parade                                                                                     | High×Joker、Café Parade | 「PRIZE PINATA！」 「Beyond The Dream (PINATATIME!! Ver.)」 | 『アイドルマスター SideM』関連曲                                                                   |
| 2025年3月26日  | Gray Sheep Song Notes 01 | BAD SKUNK | 「Head-Bang」 | 『Gray Sheep』関連曲                                                                               |
| 2025年4月25日  | BRIGHTEST STARS!! | ESオールスターズ | BRIGHTEST STARS!! | ゲーム『あんさんぶるスターズ!!』関連曲                                                             |
| 2025年4月25日  | BRIGHTEST STARS!! | ALKALOID | BRIGHTEST STARS!! | ゲーム『あんさんぶるスターズ!!』関連曲                                                             |
| 2025年5月9日   | 僕のウィーク・ポイント | SPRINT・ING! | 「僕のウィーク・ポイント」 | ゲーム『あんさんぶるスターズ!!』関連曲                                                             |
| 2025年6月11日  | THE IDOLM@STER SideM 10th ANNIVERSARY P@SSION 17 SUPREME STARS !!!                                                                                          | 315 ALLSTARS | 「SUPREME STARS !!!」 | 『アイドルマスター SideM』関連曲                                                                   |
| 2025年6月11日  | THE IDOLM@STER SideM 10th ANNIVERSARY P@SSION 17 SUPREME STARS !!!                                                                                          | 315 STARS（インテリVer.） | 「SUPREME STARS !!!」 | 『アイドルマスター SideM』関連曲                                                                   |
| 2025年6月11日  | MIC AS ONE | Division All Stars | 「ヒプノシスマイク -Division Rap Battle- FINAL」 | 劇場アニメ『ヒプノシスマイク -Division Rap Battle-』関連曲                                         |
| 2025年6月11日  | MIC AS ONE | Division All Stars | ヒプノシスマイク -Division Battle Anthem- + | 劇場アニメ『ヒプノシスマイク -Division Rap Battle-』関連曲                                         |
| 2025年6月11日  | MIC AS ONE | Division All Stars | 「MIC AS ONE」 | 劇場アニメ『ヒプノシスマイク -Division Rap Battle-』関連曲                                         |
| 2025年6月11日  | MIC AS ONE | Buster Bros!!!、Bad Ass Temple | 「Last Man Standing」 | 劇場アニメ『ヒプノシスマイク -Division Rap Battle-』関連曲                                         |
| 2025年6月11日  | MIC AS ONE | Buster Bros!!! | 「Three Kings」 | 劇場アニメ『ヒプノシスマイク -Division Rap Battle-』関連曲                                         |
| 2025年6月11日  | MIC AS ONE | Buster Bros!!! | 「IKEBUKURO WEST GAME PARK（Remastered）」 | 劇場アニメ『ヒプノシスマイク -Division Rap Battle-』関連曲                                         |
| 2025年6月11日  | MIC AS ONE | Buster Bros!!!、中王区 言の葉党 | 「Claim Victory（Buster Bros!!! Ver.）」 | 劇場アニメ『ヒプノシスマイク -Division Rap Battle-』関連曲                                         |
| 2025年6月30日  | フラジール（feat.東雲彰人 ＆ 青柳冬弥） | ALKALOID with 東雲彰人（今井文也）＆ 青柳冬弥（伊東健人） | 「フラジール」 | ゲーム『あんさんぶるスターズ!!』、『プロジェクトセカイ カラフルステージ！ feat.初音ミク』関連曲    |
| 2025年8月10日  | 「えぶりでいホスト」テーマソング・コレクション | えぶホスPlayers | 「えぶりでいホスト」 | テレビアニメ『えぶりでいホスト』関連曲                                                             |
| 2025年8月10日  | 「えぶりでいホスト」テーマソング・コレクション | ミオ（天﨑滉平） | 「Good or Die」 | テレビアニメ『えぶりでいホスト』関連曲                                                             |
| 2025年10月20日 | F/ACE OFF | F/ACE | 「F/ACE OFF」 | テレビアニメ『多聞くん今どっち!?』関連曲                                                           |

### その他参加作品
| 発売日         | 商品名                                                                        | 歌 | 楽曲                                                | 備考                                                                         |
| -------------- | ----------------------------------------------------------------------------- | --- | --------------------------------------------------- | ---------------------------------------------------------------------------- |
| 2018年12月26日 | ONLY LOVE/4 Me!!!!                                                            | M4! | 「ONLY LOVE〜君がくれた愛し方〜」 「4 Me!!!!」      | ラジオ『RADIO M4!!!!』関連曲                                                 |
| 2019年2月13日  | Gravity                                                                       | M4! | 「COUNTDOWN」 「Missing」 「Ray light」             | ラジオ『RADIO M4!!!!』関連曲                                                 |
| 2019年9月25日  | Disney 声の王子様 Voice Stars Dream Selection II                              | 天﨑滉平 | 「ジッパ・ディー・ドゥー・ダー」                    |                                                                              |
| 2019年9月25日  | Disney 声の王子様 Voice Stars Dream Selection II                              | 浅沼晋太郎、天﨑滉平、荒牧慶彦、小澤廉、木村昴、高野洸、立花慎之介、橋本祥平、古川慎、増田俊樹、八代拓、山谷祥生 | 「みんなスター！」                                  |                                                                              |
| 2019年9月25日  | Disney 声の王子様 Voice Stars Dream Selection II アニミュゥモ特典CD           | 天﨑滉平 | 「みんなスター！」                                  |                                                                              |
| 2020年1月22日  | Dear my friend/My Sweet Shine                                                 | M4! | 「Dear my friend」 「My Sweet Shine」               | ラジオ『RADIO M4!!!!』関連曲                                                 |
| 2020年4月22日  | Advance                                                                       | M4! | 「Mirror World」 「4×U」 「YOUR HERO」              | ラジオ『RADIO M4!!!!』関連曲                                                 |
| 2021年2月3日   | ダイヤモンドダスト                                                            | M4! | 「ダイヤモンドダスト」                              | ラジオ『RADIO M4!!!!』関連曲                                                 |
| 2021年3月26日  | Disney 声の王子様 Voice Stars Dream Live 2020 特典CD                          | 天﨑滉平、木村昴、高野洸、八代拓                                                                                 | 「とびら開けて」                                    |                                                                              |
| 2021年3月26日  | Disney 声の王子様 Voice Stars Dream Live 2020 特典CD                          | 浅沼晋太郎、天﨑滉平、荒牧慶彦、木村昴、高野洸、立花慎之介、橋本祥平、古川慎、増田俊樹、八代拓、山谷祥生         | 「ずっとかわらないもの」 「ミッキーマウス・マーチ」 |                                                                              |
| 2021年3月26日  | Disney 声の王子様 Voice Stars Dream Live 2020 アニミュゥモ特典CD              | 天﨑滉平 | 「ミッキーマウス・マーチ」                          |                                                                              |
| 2021年11月19日 | ハクナ・マタタ（feat.Kohei Amasaki）                                          | 天﨑滉平 | 「ハクナ・マタタ（feat.Kohei Amasaki）」            | アプリ『ディズニー ミュージックパレード』収録曲                              |
| 2022年2月9日   | ぼくフレ                                                                      | 天﨑滉平、大塚剛央                                                                                               | 「ぼくフレ」                                        | ラジオ『天﨑滉平・大塚剛央の「僕たちもう、フレンドですよね？」』テーマソング |
| 2022年2月9日   | キミに届けるフレンちわ                                                        | 天﨑滉平、大塚剛央                                                                                               | 「キミに届けるフレンちわ」                          | ラジオ『天﨑滉平・大塚剛央の「僕たちもう、フレンドですよね？」』テーマソング |
| 2022年7月27日  | [Re:collection] HIT SONG cover series feat.voice actors 〜00's-10's EDITION〜 | 天﨑滉平 | 「さくらんぼ」                                      |                                                                              |
| 2022年12月28日 | ONE AND ONLY                                                                  | 天﨑滉平 | 「Never say never」                                 | ラジオ『RADIO M4!!!!』関連曲                                                 |
| 2024年5月29日  | [Re:collection] HIT SONG cover series feat.voice actors 2 ~00's-10's EDITION~ | 天﨑滉平 | 「COLORS」                                          |                                                                              |

## 書籍
- 1stフォトブック「天﨑滉平 in 台湾 photograph journey」（2019年[411]）
- 天﨑滉平写真集「天のち晴れ。」（2024年[412]）
- 天崎滉平の春夏秋冬、キャンプ旅 フォトブック（2025年[413]）